# Пам'ятник ліквідаторам чорнобильської катастрофи (Донецьк)
Па́м'ятник ліквіда́торам чорноби́льської катастро́фи відкритий в Донецьку 26 квітня 2006 року, в рік 20-річчя аварії на Чорнобильській АЕС. Поставлено на згадку близько 8 000 донеччан, які брали участь у ліквідації наслідків катастрофи (пожежних, військових, медичних працівників, шахтарів). Це один з найбільших у країні монументів, на згадку про ліквідаторів аварії.
Автори пам'ятника донецький скульптор Юрій Іванович Балдін і архітектор Володимир Степанович Бучек
Монумент являє собою стилізований дзвін який символізує вічну пам'ять і заклик не допустити подібного в майбутньому. Зверху дзвона — птиці, що згорають в полум'ї, які символізують всенародну біль і пам'ять. Виконаний з мармуру і чавуну. На пам'ятнику ікона «Чорнобильський спас», виготовлена в техніці мозаїки.
Пам'ятник розташований у сквері біля Південного автовокзалу. У межах скверу утворюється маленька площа.
До відкриття пам'ятника на цьому місці знаходився пам'ятний знак: «донеччанам — жертвам Чорнобильської трагедії» встановлений в 1996 році. Пам'ятний знак являв собою стелу з двох плит, на низькому постаменті у вигляді знака ядерного маркування. Автори пам'ятного знаку: Ю. І. Балдін та Н. І. Колесник.